# 38e cérémonie des Los Angeles Film Critics Association Awards

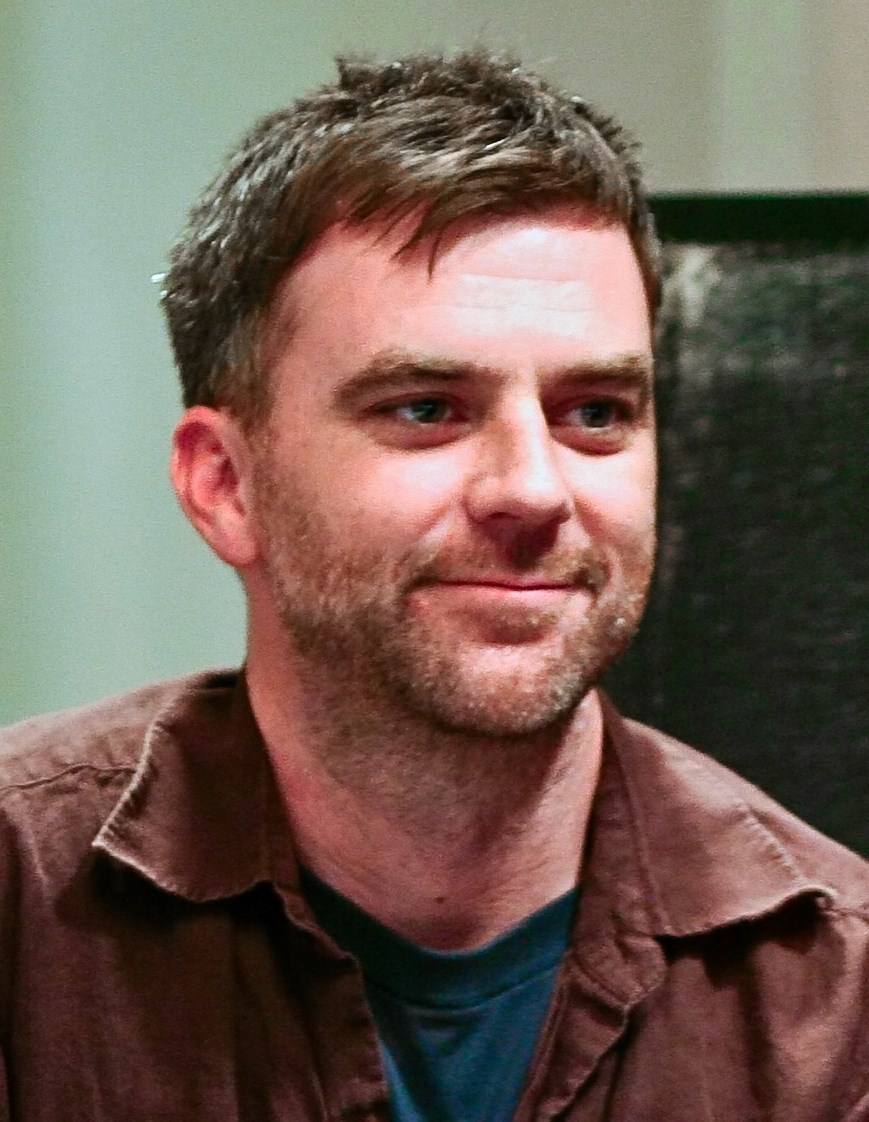

La 38e cérémonie des Los Angeles Film Critics Association Awards, décernés par la Los Angeles Film Critics Association, a eu lieu le 9 décembre 2012, et a récompensé les films réalisés dans l'année,.

## Palmarès

### Meilleur film
- Amour
  - The Master

### Meilleur réalisateur
- Paul Thomas Anderson pour The Master
  - Kathryn Bigelow pour Zero Dark Thirty

### Meilleur acteur
- Joaquin Phoenix pour le rôle de Freddie Quell dans The Master
  - Denis Lavant pour le rôle de M. Oscar dans Holy Motors

### Meilleure actrice
(ex æquo)
- Jennifer Lawrence pour le rôle de Tiffany dans Happiness Therapy (Silver Linings Playbook)
- Emmanuelle Riva pour le rôle d'Anne dans Amour

### Meilleur acteur dans un second rôle
- Dwight Henry pour les rôles de Wink dans Les Bêtes du sud sauvage (Beasts of the Southern Wild)
  - Christoph Waltz pour le rôle du Dr King Schultz dans Django Unchained

### Meilleure actrice dans un second rôle
- Amy Adams pour le rôle de Mary Sue Dodd dans The Master
  - Anne Hathaway pour les rôles de Fantine dans Les Misérables et Selina Kyle dans The Dark Knight Rises

### Meilleur scénario
- Argo – Chris Terrio
  - Happiness Therapy (Silver Linings Playbook) – David O. Russell

### Meilleure direction artistique
- The Master – David Crank et Jack Fisk
  - Moonrise Kingdom – Adam Stockhausen

### Meilleure photographie
- Skyfall – Roger Deakins
  - The Master – Mihai Malăimare Jr.

### Meilleur montage
- Zero Dark Thirty – Dylan Tichenor et William Goldenberg
  - Argo – William Goldenberg

### Meilleure musique de film
- Les Bêtes du Sud sauvage (Beasts of the Southern Wild) – Dan Romer et Benh Zeitlin
  - The Master – Jonny Greenwood

### Meilleur film en langue étrangère
- Holy Motors •  France
  - Footnote (הערת שוליים) •  Israël

### Meilleur film d'animation
- Frankenweenie
  - It's Such a Beautiful Day

### Meilleur film documentaire
- The Gatekeepers
  - Searching for Sugar Man

### New Generation Award
- Benh Zeitlin – Les Bêtes du sud sauvage (Beasts of the Southern Wild)

### Career Achievement Award
- Frederick Wiseman

### Douglas Edwards Experimental/Independent Film/Video Award
- Lucien Castaing-Taylor et Verena Paravel – Leviathan